# Latvijas Gāze
Latvijas Gāze — газова компанія Латвії. Штаб квартира в Ризі.

## Діяльність
Основними напрямками діяльності Latvijas Gaze є покупка, транспортування, зберігання та розподіл природного газу в Латвії. Підприємство забезпечує газом 31,5 % ринку споживання енергоресурсів у країні. 2008 року було поставлено споживачам близько 1,6 млрд м3 газу.

## Власники і керівництво
Найбільшим акціонером компанії є німецька E. ON Ruhrgas, якій належать 47,2 % акцій. ВАТ «Газпром» володіє 34 % акцій латвійської компанії, 16 % Latvijas Gāze належить латвійському підрозділу «Ітери». Залишилися 2,8 % акцій володіють різні міноритарії.